# 1792年美国总统选举康涅狄格州选情
1792年美国总统选举于1792年11月2日至12月5日期间举行，在此次选举中康涅狄格州的9位选举人由州议会指派。在美国宪法第十二修正案之前，每个选举人投两票，而在此次选举中华盛顿与亚当斯各得9票。